# Edmondo
Edmondo ist ein männlicher italienischer Vorname.

## Herkunft und Bedeutung
Edmondo ist die italienische Form von Edmund.

## Bekannte Namensträger
- Edmondo Amati (1920–2002), italienischer Filmproduzent
- Edmondo Bernardini (1879–1955), italienischer Generalabt des Zisterzienserordens
- Edmondo Bruti Liberati (* 1944), italienischer Staatsanwalt
- Edmondo De Amicis (1846–1908), italienischer Schriftsteller
- Edmondo Fabbri (1921–1995), italienischer Fußballspieler- und trainer
- Edmondo Lozzi (1916–1990), italienischer Filmeditor
- Edmondo Rossoni (1884–1965), italienischer Gewerkschafter und Politiker